# Honda HA-420 HondaJet
Honda HA-420 HondaJet je zelo lahek reaktivec (VLJ) japonskega podjetja Honda Aircraft Company, je drugo Hondino letalo po eksperimentalnem reaktivcu Honda MH02. Posebnost letala so "podded engine" - motorji nameščeni nad krilom na vertikalnih nosilcih
Honda je začela razvijati majhna reaktivna poslova letala v poznih 1980ih. Honda MH02 je bil razvit v Mississippi State University's Raspet Flight Research Laboratory. MH02 je uporabljal kompozitne materiale. 
HondaJet je prvič poletela decembra 2003. Predstavili so jo javnosti na AirVenture air show v Oshosku julija leta 2005. Letala naj bi proizvajali v ZDA, cena je okrog $3,65 milijonov. Planirajo proizvesti 70 letal na leto.
Avgusta 2006 so Honda in Piper Aircraft sklenili dogovor o trženju HondaJet.
Letalo uporablja kompozitne materila za trup, krila so kovinska. Avionika je Garmin G3000

## Tehniče specifikacije
- Posadka: 1-2
- Kapaciteta: 5 - 6 potnikov (uporaben tovor 635 kg (1 400 lb))
- Dolžina: 12,99 m (42 ft 7 in)
- Razpon kril: 12,12 m (39 ft 9 in)
- Višina: 4,54 m (14 ft 11 in)
- Maks. vzletna teža: 4 173 kg (9 200 lb)
- Motorji: 2 × GE Honda HF120 turbofan, 9,12 kN (2 050 lbf) vsak (Obtočno razmerje 2,9)

- Maks. hitrost: 778 km/h; 483 mph (420 vozlov)
- Potovalna hitrost: 778 km/h; 483 mph (420 vozlov)
- Dolet: 2 185 km (1 358 mi; 1 180 nmi) NBAA IFR (4 potnik)
- Višina leta (servisna): 13 106 m (42 999 ft)
- Hitrost vzpenjanja: 20,27 m/s (3 990 ft/min)